# Tico (futebolista)
Alex Chandre de Oliveira, mais conhecido como Tico (Curitiba, 21 de dezembro de 1977 — Curitiba, 14 de junho de 2014), foi um futebolista brasileiro que atuou como atacante.

## Carreira
Iniciou sua carreira no Paraná Clube, onde atuou de 1996 a 1998. Jogou, mais tarde, na China, onde defendeu o Chendu e o Xian. Passou pelo Seixal, de Portugal. Em 2002, voltou para o Paraná e, em 2003, foi para o Daejon Citezen, da Coréia do Sul. E, em 2004, voltou ao Brasil, para vestir a camisa do Avaí. Em 2005 transferiu-se para a Ponte Preta. Em 2006 foi para a China atuar pelo Zhejiang. Em 31 de janeiro de 2007 voltou a atuar no Brasil defendendo as cores do Avaí, aonde marcou apenas um gol. No dia 20 de abril de 2007, Tico, acertou o seu retorno à China para atuar, novamente, no Zhejiang.

## Morte
Tico morreu aos 36 anos de idade em sua residência em Curitiba, após sofrer uma parada cardíaca. Tico vinha atuando como empresário e, juntamente com o seu ex-companheiro de ataque no Avaí Evando e o também ex-craque do Leão Décio Antônio, era proprietário do complexo esportivo Fair-Play, situado ao lado da Ressacada.

## Títulos

### Clubes
Paraná
- Campeão Paranaense: 1997

Shaanxi Chanba
- Campeão Chinês: 2000

### Individual
- Artilheiro do Campeão Chinês em 2006: 15 gols